# I himmelen sjunger kring Lammets tron
I himmelen sjunger kring Lammets tron är en psalm med text skriven 1916 av Paul Nilsson. Psalmen har två melodier. Den ena skriven skriven 1948 av Anders Bond och den andra skriven 1958 av Fredrik Wallentin.

## Publicerad i
- Psalmer och Sånger 1987 som nr 535a (Wallentin) under rubriken "Kyrkoåret - Alla helgons dag"[1]
- Psalmer och Sånger 1987 som nr 535b (Bond) under rubriken "Kyrkoåret - Alla helgons dag"[1]